# Skovpiber
Skovpiber (Anthus trivialis) er en mindre spurvefugl, der yngler over det meste af Europa og i Asien mod øst til Mongoliet. I Danmark er den ret almindelig i skovlysninger eller på heder med spredt trævækst. De danske fugle er trækfugle, der overvintrer i tropisk Afrika. Skovpiberens fjerdragt ligner de andre piberes og den kendes derfor bedst på stemmen.
Det videnskabelige artsnavn trivialis betyder 'almindelig' på latin.

## Udseende
Den 15 centimeter store skovpiber ligner meget engpiberen. Den adskiller sig ved at undersidens grundfarve er gullig eller orangebrun. Desuden danner undersidens pletter i højere grad striber end hos engpiber. Oversiden har en gråbrun bundfarve med mørke striber. Vingerne har et ret tydeligt vingebånd.

## Udbredelse
Arten yngler i det meste af Europa bortset fra Island, Irland og visse af de sydlige og sydvestlige dele. I Asien yngler den i et bælte mod øst til Mongoliet. Underarten haringtoni yngler i dele af Centralasien, f.eks. det nordvestlige Himalaya.
Den er meget almindelig i Norden, hvor den regnes som den tredje mest almindelige fugl. I Danmark er den især almindelig i Jylland. I nogle af Vestjyllands lyngbevoksede klitter er den sammen med bynkefuglen blandt de almindeligste fuglearter. Den findes også talrigt i Jyllands hedeegne med spredt træbevoksning eller i læhegn. I øvrigt findes den i lysninger eller skovbryn i både løv- og nåleskov.
Skovpiberen er en almindelig trækgæst i Danmark fra eller til det øvrige Skandinavien, hvor den om foråret er talrigst i begyndelsen eller midten af maj og om efteråret især i slutningen af august og begyndelsen af september. Efterårstrækket passerer mest over den østlige del af landet. Fuglene overvintrer i de tørre områder af tropisk Central- og Østafrika. 

## Stemme
Da skovpiberen det meste af tiden opholder sig diskret fouragerende på jorden, opdages den oftest ved sin kanariefugle-agtige sang. Hannen synger enten fra en trætop eller under en sangflugt, hvor den nogle gange først stiger stejlt til vejrs med en række slag, der kan gengives som tsi-tsi-tsi-siv-siv-siv-siv-siv-sisisisisisi, og derefter daler ned, mens den kommer med en serie af bløde, langtrukne fløjtetoner: siia-siia-siia-siia. Denne sangflugt varer i reglen over ti sekunder.
Kaldestemmen, der også høres fra trækkende fugle, er et karakteristisk kort, snurrende bzyzz. Advarselsstemmen er et syt-syt-syt...

## Yngleforhold
Skovpiberen har sin rede direkte på jorden, ofte under en busk. Den ligner de andre piberes reder, men er altid foret med mange hår. De oftest 5 æg lægges i begyndelsen af juni og ruges af hunnen i omkring 14 dage. Ungerne fodres af begge forældrefugle og er flyvefærdige 16-20 dage gamle, men forlader reden nogle dage tidligere.
I Danmark forekommer meget ofte to kuld per sæson.

## Underarter
Der findes to underarter af skovpiber, hvor nominatformen har langt den største udbredelse, bl.a. i hele Europa.
- Anthus trivialis trivialis
- Anthus trivialis haringtoni

Underarten haringtoni findes i dele af Centralasien.